# أحمد عبيد بن دغر
أَحْمَد عُبَيْد بِن دَغْر من مواليد عام 1952، محافظة حضرموت، رئيس مجلس الشورى اليمني ورئيس سابق لمجلس الوزراء في الجمهورية اليمنية والنائب الأول لحزب المؤتمر الشعبي العام.

## المؤهلات العلمية
1. حاصل على بكالوريوس تربية من جامعة عدن بتقدير جيد جداً عام 1983م.
2. حاصل على درجة الماجستير في التاريخ بامتياز عام 2000م من معهد البحوث والدراسات العربية بالقاهرة.
3. حاصل على درجة الدكتوراه في التاريخ مع مرتبة الشرف الأولى عام 2004م.

## المناصب التي تقلدها
- عمل عام 1973م في القطاع الزراعي، والحركة التعاونية، ثم رئيسًا لاتحاد الفلاحين عام 1976م.
- انتخب عضوًا في مجلس الشعب الأعلى عن دائرة شبام 1986م.
- في عام 1986م أيضاً انتخب عضواً في هيئة رئاسة مجلس الشعب الأعلى إلى جانب قيادته للحركة التعاونية في الشطر الجنوبي من اليمن قبل الوحدة.

### بعد تحقيق الوحدة اليمنية
- عضو في مجلس النواب ورئيساً للجنة الزراعة والأسماك.
- عضو قيادي في الحزب الاشتراكي اليمني.
- عضو قيادي في المؤتمر الشعبي العام.
- شغل منصب رئيس دائرة المنظمات الجماهيرية، ثم أمين عام مساعد لقطاع الثقافة والإعلام.
- عُين وزير للاتصالات وتقنية المعلومات في حكومة الوفاق الوطني في 7 ديسمبر 2011م.
- في 11 يونيو 2014م صدر قرار جمهوري بتعينة نائب لرئيس الوزراء في حكومة باسندوة بالإضافة إلى منصب وزير للاتصالات وتقنية المعلومات.[4]
- عُين مستشار لرئيس الجمهورية عبد ربه منصور هادي في 1 أغسطس 2015م.

## مؤلفاته
1. حضرموت والاستعمار البريطاني، صدر عام 2000، منشورات مكتبة «قرطبة» في القاهرة.
2. اليمن تحت حكم الإمام أحمد، صدر 2004، منشورات مكتبة «مدبولي» في القاهرة.

## الأوسمة
- حاصل على وسام الاستقلال 30 نوفمبر.

| المناصب السياسية      | المناصب السياسية                                               | المناصب السياسية         |
| --------------------- | -------------------------------------------------------------- | ------------------------ |
| سبقه خالد بحاح        | رئيس الوزراء اليمني 4 أبريل 2016 - 15 أكتوبر 2018              | تبعه معين عبد الملك سعيد |
| سبقه                  | نائب رئيس الوزراء اليمني 1 أغسطس 2015 - 4 أبريل 2016           | تبعه                     |
| سبقه                  | نائب رئيس الوزراء اليمني 11 يونيو 2014 - 9 نوفمبر 2014         | تبعه                     |
| سبقه كمال حسين الجبري | وزير الاتصالات وتقنية المعلومات 11 ديسمبر 2011 - 9 نوفمبر 2014 | تبعه لطفي باشريف         |